# Landkreis Neuburg-Schrobenhausen
Landkreis Neuburg-Schrobenhausen is een Landkreis in de Duitse deelstaat Beieren. De Landkreis telt 97.730 inwoners (31 december 2020) op een oppervlakte van 739,75 km². Kreisstadt is Neuburg an der Donau.

## Indeling

Neuburg-Schrobenhausen is verdeeld in 18 gemeenten. Hiervan hebben twee de status stad, terwijl twee andere zich Markt mogen noemen.
Steden
1. Neuburg an der Donau
2. Schrobenhausen

Märkte
1. Burgheim
2. Rennertshofen

Overige gemeenten
1. Aresing
2. Berg im Gau
3. Bergheim
4. Brunnen
5. Ehekirchen
6. Gachenbach
7. Karlshuld
8. Karlskron
9. Königsmoos
10. Langenmosen
11. Oberhausen
12. Rohrenfels
13. Waidhofen
14. Weichering

Aichach-Friedberg · Altötting · Amberg · Amberg-Sulzbach · Ansbach (stad) · Landkreis Ansbach · Aschaffenburg (stad) · Landkreis Aschaffenburg · Augsburg (stad) · Landkreis Augsburg · Bad Kissingen · Bad Tölz-Wolfratshausen · Bamberg (stad) · Landkreis Bamberg · Bayreuth (stad) · Landkreis Bayreuth · Berchtesgadener Land · Cham · Coburg (stad) · Landkreis Coburg · Dachau · Deggendorf · Dillingen an der Donau · Dingolfing Landau · Donau-Ries · Ebersberg · Eichstätt · Erding · Erlangen · Erlangen-Höchstadt · Forchheim · Freising · Feyung-Grafenau · Fürstenfeldbruck · Fürth (stad) · Landkreis Fürth · Garmisch-Partenkirchen · Günzburg · Haßberge · Hof (stad) · Landkreis Hof · Ingolstadt · Kaufbeuren · Kelheim · Kempten im Allgäu · Kitzingen · Kronach · Kulmbach · Landsberg am Lech · Landshut (stad) · Landkreis Landshut · Lichtenfels · Lindau · Main-Spessart · Memmingen · Miesbach · Miltenberg · Mühldorf am Inn · München · Landkreis München · Neuburg-Schrobenhausen · Neumarkt in der Oberpfalz · Neurenberg · Neustadt an der Aisch-Bad Windsheim · Neustadt an der Waldnaab · Neu-Ulm · Nürnberger Land · Oberallgäu · Ostallgäu · Passau (stad) · Landkreis Passau · Pfaffenhofen an der Ilm · Regen · Regensburg (stad) · Landkreis Regensburg · Rhön-Grabfeld · Rosenheim (stad) · Landkreis Rosenheim · Roth · Rottal-Inn · Schwabach · Schwandorf · Schweinfurt (stad) · Landkreis Schweinfurt · Starnberg · Straubing · Straubing-Bogen · Tirschenreuth · Traunstein · Unterallgäu · Weiden in der Oberpfalz · Weilheim-Schongau · Weißenburg-Gunzenhausen · Wunsiedel im Fichtelgebirge · Würzburg (stad) · Landkreis Würzburg
Aresing ·
Berg im Gau ·
Bergheim ·
Brunnen ·
Burgheim ·
Ehekirchen ·
Gachenbach ·
Karlshuld ·
Karlskron ·
Königsmoos ·
Langenmosen ·
Neuburg a.d.Donau ·
Oberhausen ·
Rennertshofen ·
Rohrenfels ·
Schrobenhausen ·
Waidhofen ·
Weichering